# A King in New York
A King in New York és una pel·lícula de cinema britànic que va ser estrenada el 12 de setembre de 1957 amb guió, direcció, actuació, producció i música de Charles Chaplin. Va ser coprotagonitzada per Dawn Addams, Maxine Audley, Jerry Desmond, Oliver Johnston i Michael Chaplin, i és la darrera on apareix com a protagonista. La pel·lícula, que mostra amb to satíric certs aspectes de la societat i la política dels Estats Units, va ser produïda a Europa, on Chaplin residia des de 1952 davant la prohibició d'entrar als Estats Units. El 21 de desembre de 1973 va ser estrenada en aquest país.

## Argument
A causa d'una revolució al seu país el rei Igor Shahdov (Charles Chaplin) arriba a Nova York gairebé sense diners, amb les seves coses de valor robades pel seu propi primer ministre. Tracta de contactar amb la Comissió d'Energia Atòmica per transmetre'ls les seves idees sobre com utilitzar aquest tipus d'energia. En un sopar -una part del qual és televisat en directe sense que ell ho sàpiga- revela que té una certa experiència en el teatre. Se li proposa fer intervencions a la televisió i la idea no li agrada, però accepta fer-ne algunes per obtenir diners. Convidat a parlar en una escola progressista es troba amb Rupert MacAbee, interpretat per Michael Chaplin, editor de la revista de l'escola, un historiador de deu anys que li fa un ferm al·legat anarquista. Tot i que el mateix Rupert diu que desconfia de totes les formes de govern, els seus pares són comunistes. Per aquest motiu Shahdov és sospitós de comunista i ha de concórrer a una de les audiències del Comitè d'Activitats Antiamericanes. És absolt de tots els càrrecs i decideix reunir-se amb la reina, a París, per a una reconciliació. Els pares de Rupert són empresonats i les autoritats forcen el nen a revelar els noms dels amics dels seus pares. Afligit i carregat de culpa és presentat al rei Shahdov com un patriota. El rei li assegura que la por anticomunista és una bestiesa i el convida a visitar-lo a Europa, juntament amb els seus pares.

## Èxit
A Europa la pel·lícula fou ben acollida, però la manca de distribució als Estats Units disminuí greument el seu impacte comercial. Actualment els afeccionats i els crítics estan completament dividits sobre els mèrits de la pel·lícula. Mentre alguns la consideren una obra menor, d'altres opinen que és l'obra mestra de Chaplin.